# Maria Hornung

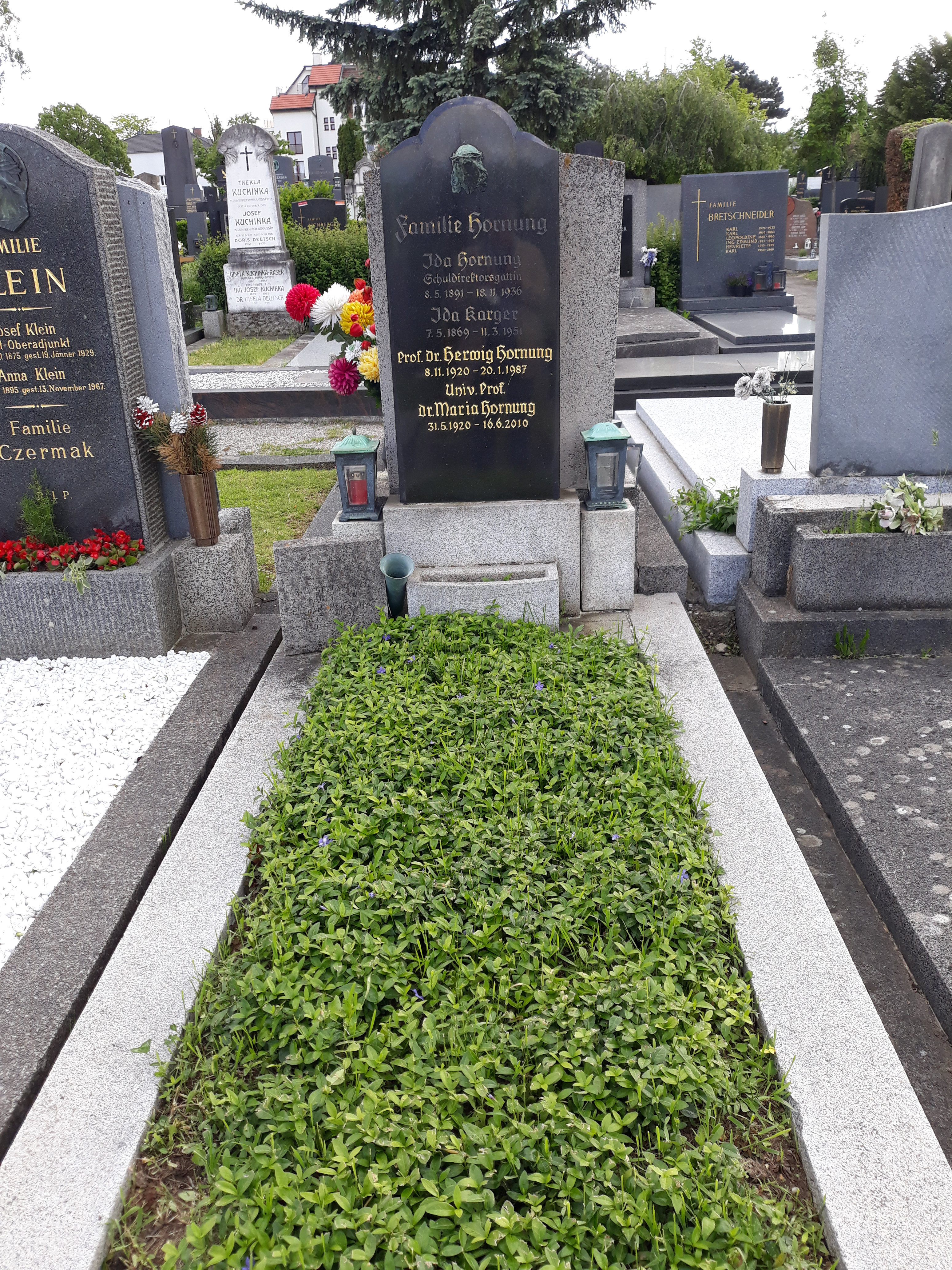
Das Grab von Maria Hornung und ihres Ehemannes Herwig auf dem Döblinger Friedhof in Wien

Maria Hornung (* 31. Mai 1920 in Wien; † 26. Juni 2010 ebenda) war eine österreichische Sprachwissenschafterin, Dialektologin und Namensforscherin.

## Leben
Maria Hornung wurde als Maria Jechl geboren. Nach der Reifeprüfung 1938 studierte sie Germanistik, Anglistik und Romanistik an der Universität Wien, Ersteres bei Josef Nadler und Anton Pfalz, später auch bei Eberhard Kranzmayer. Nach ihrer Promotion bei Nadler 1942 mit einer Arbeit über Die Probleme der Nachkriegszeit in der deutschen Frauendichtung war sie bis 1980 wissenschaftliche Beamtin an der Wörterbuchkanzlei der Österreichischen Akademie der Wissenschaften (jetzt Institut für Dialekt- und Namenlexika) und legte 1945 überdies die Prüfung für das Lehramt an Mittelschulen in Deutsch, Italienisch und Englisch ab, womit sie 1971 auch berechtigt wurde, den akademischen Grad Mag. phil. zu führen. Schon früh befasste sie sich intensiv mit Mundartkunde, und bereits 1950 veröffentlichte sie mit Franz Roitinger eine Schrift über Unsere Mundarten in der Reihe Sprecherziehung des Österreichischen Bundesverlages.
1958 unternahm Maria Hornung ihre erste umfangreiche Feldforschung mit Kranzmayer und ihrem 1947 geehelichten Gatten Herwig Hornung im ältesten bairisch-österreichischen Sprachinselgebiet, den  Sieben Gemeinden in Oberitalien, und begann auch ihre Forschungstätigkeit in den Sprachinseln Pladen, Zahre und Tischelwang südlich der Karnischen Alpen, eine Sprachinselforschung, die sie ihr ganzes Forscherleben begleitete. Nach ihrer Habilitation mit einer Arbeit über die Mundartkunde Osttirols bei Kranzmayer im Fachgebiet „Ältere deutsche Sprache und Literatur mit besonderer Berücksichtigung der Mundartkunde“ 1964 wurde sie 1969 zur Titularprofessorin und 1980 zur außerordentlichen Universitätsprofessorin an der Universität Wien ernannt, eine Stelle, die sie bis 1985 innehatte. Sie gehörte überdies zu den Bearbeitern und Herausgebern des Österreichischen Wörterbuches. Vor allem jedoch hat sie sich sehr um die Erforschung der Sprachinseln wie jenen der Zimbern, den karnischen Sprachinseln, der Gottschee in Unterkrain und von Zarz in Oberkrain verdient gemacht, verfasste mehrere hundert Publikationen, gab ab 1981 die wissenschaftliche Buchreihe Beiträge zur Sprachinselforschung heraus und gründete 1982 das Österreichische Sprachinselmuseum, dessen Ehrenvorsitzende sie zuletzt war.
Ergebnis jahrzehntelanger Forschung war das 1998 erschienene Wörterbuch der Wiener Mundart, das 2002 in zweiter Auflage bei öbv&hpt herauskam. Maria Hornung war von 1976 bis 1979 und von 1985 bis 1992 Obmann-Stellvertreterin des Wiener Vereins Muttersprache, dessen Ehrenmitglied sie von 1990 bis zu ihrem Tode 2010 war.
Maria Hornung wurde am Döblinger Friedhof in Wien bestattet.

## Auszeichnungen
- 1963: Kardinal-Innitzer-Preis
- 1990 Georg-Graber-Medaille
- 2003 Wissenschaftspreis des Landes Niederösterreich

## Schriften
- als Herausgeberin, mit Herwig Hornung: Mundart und Geschichte. Eberhard Kranzmayer zu seinem 70. Geburtstag am 15. Mai 1967 zugeeignet. (= Studien zur österreichisch-bairischen Dialektkunde 4). Böhlau, Wien 1967.
- als Herausgeberin, mit Herwig Hornung: Aus dem Namengut Mitteleuropas. Kulturberührungen im deutsch-romanisch-slawobaltischen Sprachraum. Festgabe zum 75. Geburtstag von Eberhard Kranzmayer. Verlag des Geschichtsvereines für Kärnten, Klagenfurt 1972.
- Die altösterreichischen Sprachinseln. Forschung, Pflege und Dokumentation im „Verein der Sprachinselfreunde“. Verein der Freunde der im Mittelalter von Österreich aus Besiedelten Sprachinseln, Wien 1992.
- Pladner Wörterbuch (Glossario Sappadino). Edition Praesens, Wien 1995.
- mit Sigmar Grüner: Wörterbuch der Wiener Mundart. 2. Auflage. öbv und hpt, Wien 2002, ISBN 978-3-209-03474-8.
- Kleine namenkundliche Schriften. Edition Praesens, Wien 2000.
- mit Franz Roitinger: Die österreichischen Mundarten. Eine Einführung. Österreichischer Bundesverlag & Hölder-Pichler-Tempsky, Wien 2000.
- Lexikon österreichischer Familiennamen. Österreichischer Bundesverlag & Hölder-Pichler-Tempsky, Wien 2002.